# Altes Rathaus (Nabburg)

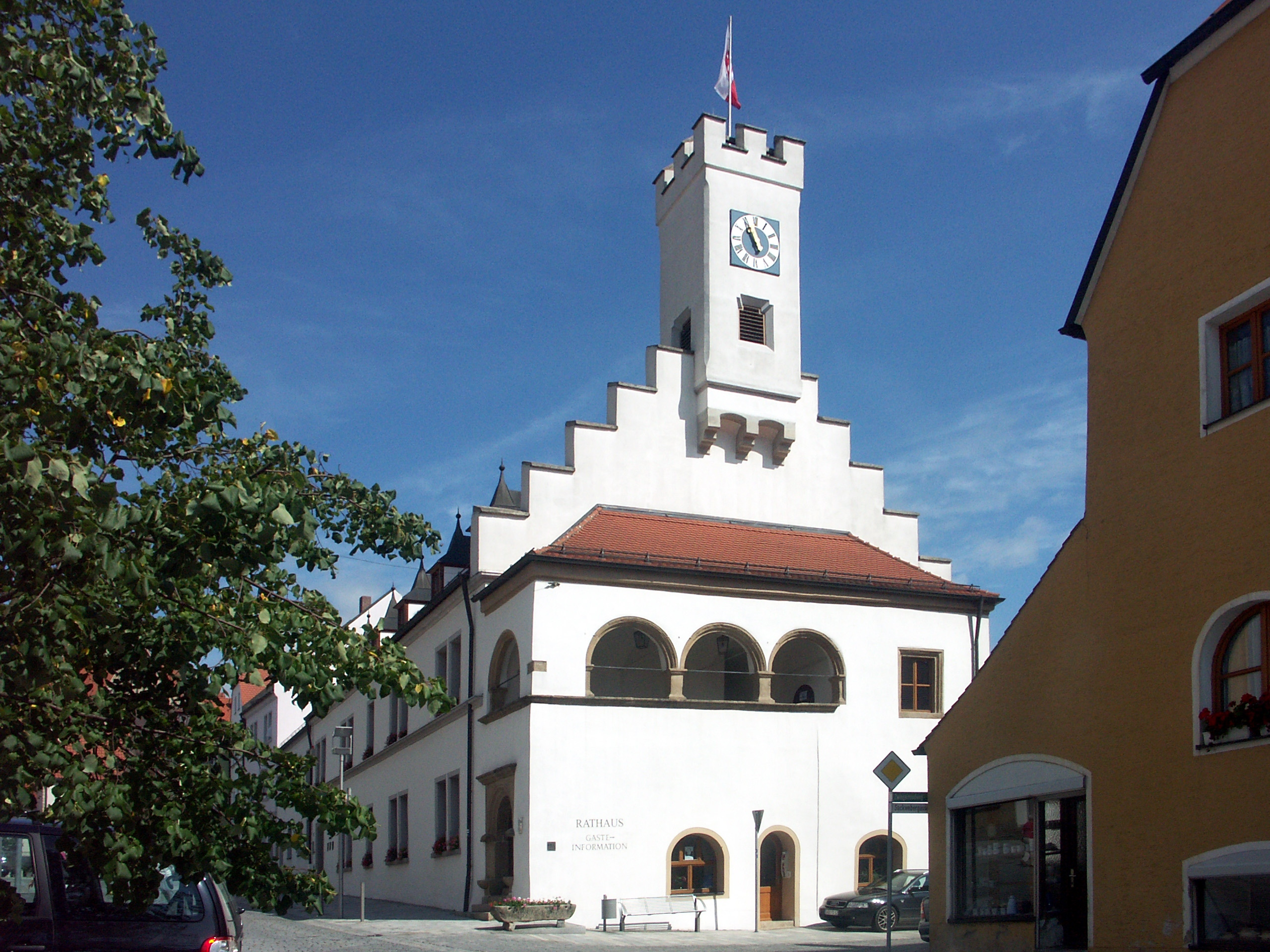
Altes Rathaus (Nabburg)

Das alte Rathaus steht in Nabburg, einer Stadt im Landkreis Schwandorf der Oberpfalz. Das Bauwerk ist unter der Denkmalnummer D-3-76-144-39 als Baudenkmal in die Bayerische Denkmalliste eingetragen.

## Beschreibung
Das langgestreckte zweigeschossige Bauwerk ersetzte im 16. Jahrhundert den Vorgängerbau von 1417. Im Süden hat es einen Staffelgiebel, auf dem sich der mit Zinnen bekränzte Uhrturm befindet. Südlich davon wurde 1580 die Treppe in einem zweigeschossigen Anbau mit Arkaden im Obergeschoss errichtet.